# Complexo - Universo Paralelo
Complexo - Universo Paralelo é um documentário português realizado por Mário Patrocínio.